# Culicoides tadzhikistanicus
Culicoides tadzhikistanicus är en tvåvingeart som beskrevs av Zhogoley 1969. Culicoides tadzhikistanicus ingår i släktet Culicoides och familjen svidknott. Inga underarter finns listade i Catalogue of Life.